# Vera Hoffmann
Vera Hoffmann, née le 2 novembre 1996 à Minden (Allemagne), est une athlète luxembourgeoise spécialiste du demi-fond.

## Carrière
En 2020, au Telis Challenge à Ratisbonne, elle bat le record du Luxembourg du 3 000 m en 9 min 12 s 27, soit 0,6 secondes de mieux que la précédente marque détenue depuis 1986 par Danièle Kaber.
Lors des Championnats d'Europe en salle 2023, elle termine 8e de la finale du 1 500 m avec un temps de 4 min 10 s 3. Quelques mois plus tard, aux Jeux européens, Hoffmann remporte la médaille d'argent du 1 500 m en 4 min 8 s 78 juste derrière la Roumaine Claudia Bobocea.

## Palmarès
| Date | Compétition                       | Lieu       | Place | Course    | Temps          |
| ---- | --------------------------------- | ---------- | ----- | --------- | -------------- |
| 2014 | Championnats d'Europe par équipes | Tbilissi   | 8e    | 3 000 m   | 11 min 10 s 03 |
| 2015 | Championnats d'Europe par équipes | Bakou      | 7e    | 3 000 m   | 10 min 01 s 50 |
| 2015 | Championnats d'Europe juniors     | Eskilstuna | 9e    | 3 000 m   | 10 min 04 s 70 |
| 2017 | Jeux des petits États d'Europe    | Serravalle | 2e    | 800 m     | 2 min 09 s 00  |
| 2017 | Jeux des petits États d'Europe    | Serravalle | 3e    | 4 x 400 m | 3 min 49 s 77  |
| 2017 | Championnats d'Europe par équipes | Marsa      | 1re   | 1 500 m   | 4 min 28 s 77  |
| 2017 | Championnats d'Europe par équipes | Marsa      | 1re   | 4 x 400 m | 3 min 50 s 22  |
| 2017 | Championnats d'Europe espoirs     | Bydgoszcz  | 8e    | 1 500 m   | 4 min 21 s 94  |
| 2019 | Jeux des petits États d'Europe    | Bar        | 2e    | 800 m     | 2 min 09 s 06  |
| 2019 | Jeux des petits États d'Europe    | Bar        | 1re   | 1 500 m   | 4 min 21 s 51  |
| 2019 | Championnats d'Europe par équipes | Varaždin   | 4e    | 800 m     | 2 min 06 s 88  |
| 2019 | Championnats d'Europe par équipes | Varaždin   | 2e    | 1 500 m   | 4 min 19 s 25  |
| 2019 | Universiade                       | Naples     | 7e    | 1 500 m   | 4 min 15 s 81  |
| 2021 | Championnats d'Europe par équipes | Limassol   | 1re   | 1 500 m   | 4 min 26 s 64  |
| 2022 | Championnats d'Europe par équipes | Chorzów    | 2e    | 1 500 m   | 4 min 08 s 78  |
| 2022 | Championnats d'Europe en salle    | Istanbul   | 8e    | 1 500 m   | 4 min 10 s 03  |